# 旺达·瓦西列夫斯卡
旺达·瓦西列夫斯卡（波蘭語：Wanda Wasilewska；1905年1月21日—1964年7月29日），波兰-苏联小说家、记者，左翼政治活动家，1939年德国入侵时逃离波兰，定居利沃夫，协助苏联建立波兰第一步兵师，后成为波兰人民军，二战期间是苏联领导人斯大林在波兰事务方面的主要顾问。